# Jean Moulin (lekkoatleta)
Jean Moulin (ur. 15 marca 1905 w Luksemburgu, zm. 2 października 1988 w Nesselwang) – luksemburski lekkoatleta, sprinter. Uczestnik Igrzysk Olimpijskich 1928.
Podczas Igrzysk Olimpijskich w Amsterdamie w 1928 roku brał udział w biegu na 100 oraz 200 metrów. W biegu na 100 m w swoim biegu eliminacyjnym zajął przedostatnie, piąte miejsce i nie awansował do ćwierćfinału. W biegu na 200 m w swoim biegu eliminacyjnym zajął ostatnie, trzecie miejsce i również nie awansował do ćwierćfinału.